# 马尔科·苏皮尼
马尔科·苏皮尼（義大利語：Marco Suppini，1998年9月13日—）生于波雷塔泰尔梅，是一名意大利男子射击运动员，主攻步枪项目。他在2008年开始练习射击，2013年开始参加射击比赛。16岁时参加2014年南京青奥。之后的数年里，他一直代表意大利参加青年级别比赛，直到2019年，他才开始代表国家参加成年级别赛事。